# عبدالقدیر (رهبر افغان)
عبدالقدیر (زادهٔ ۱۹۵۱ در جلال‌آباد- کشته شده در ۶ ژوئیهٔ ۲۰۰۲ در کابل) جنگ‌سالار و سیاست‌مدار اهل افغانستان بود که از رهبران پرقدرت قوم پشتون در شرق افغانستان به‌شمار می‌رفت. وی در زمان جنگ شوروی در افغانستان از فرماندهان حزب اسلامی شاخه یونس خالص بود و پس از سقوط حکومت کمونیستی این کشور به عنوان والی ننگرهار انتخاب شده و تا زمان پیروزی طالبان این مقام را در اختیار داشت.
عبدالقدیر پس از روی کار آمدن طالبان از کشور فرار کرده و با آغاز حمله ائتلاف بین‌المللی به رهبری آمریکا به افغانستان در سال ۲۰۰۱ عملیات نظامی علیه طالبان برای آزادی مناطق شرقی این کشور را سازماندهی کرد. در این دوران او شخصیت محوری «شورای شرقی» بود که یک دولت محلی در شرق افغانستان تا پیش از روی کار آمدن دولت انتقالی به ریاست حامد کرزی محسوب می‌شد.
عبدالقدیر با روی کار آمدن حکومت کرزی به عنوان وزیر فواید عامه و معاون رئیس‌جمهور منصوب شد و در سال ۲۰۰۲ در شهر کابل با حمله افراد مسلح ترور شد.
عبدالقدیر از پشتون‌های غلزایی و قبیلهٔ احمدزی بود. دو برادر وی عبدالحق و عزیزالله دین‌محمد نیز از سیاستمداران و جنگ‌سالاران مهم افغانستان هستند.